# خورخه سالاس چاوس
خورخه سالاس چاوس (اسپانیایی: Jorge Salas Chávez‎؛ زادهٔ ۱۷ ژوئیهٔ ۱۹۱۴) قایقران قایق بادبانی اهل آرژانتین است.